# Henri Louette
Henri Jules Célestin Louette, född 6 september 1900 i Rance i Vallonien, död 9 januari 1985 i Pointe-Claire i provinsen Québec i Kanada, var en belgisk ishockeyspelare. Han var med i det belgiska ishockeylandslaget som kom på delad sjunde plats i de olympiska vinterspelen 1924 i Chamonix.